# Cichy (województwo warmińsko-mazurskie)
Cichy (do 1937 Czychen, 1938-1945 Bolken) – osada w Polsce położona w województwie warmińsko-mazurskim, w powiecie oleckim, w gminie Świętajno.

## Historia
Cichy istniały już w 1541 roku, ponieważ wówczas chłopi z tej wsi poskarżyli się księciu na starostę Kaspra von Aulacka, który żądał od nich zbyt wysokich świadczeń. Mimo zagrożenia karą chłopi nie chcieli wykonywać szarwarku. Starosta najpierw postanowił zabrać im część ziemi i utworzyć wieś Mazury, ponieważ to jednak niezwykle komplikowało sprawę rozplanowania przestrzennego obu wsi, zdecydował się na gwałt. Kazał porwać i uwięzić trzech chłopów, uznał jednakże, iż starosta miał rację.
Przywilej lokacyjny Cichy otrzymały w 1554 roku. Pierwszy kościół we wsi zbudowano w 1566 roku, ale parafia powstała prawdopodobnie w 1579 roku, bo wówczas po raz pierwszy wymieniono w dokumentach proboszcza z Cichów. Jednocześnie z utworzeniem parafii powstała przy niej szkoła. W XVIII nauczał w niej Michał Grodzki, poeta mazurski, autor głośnego utworu pt. "Mór w Prusiech 1709 roku". W 1935 roku szkoła ta zatrudniała dwóch nauczycieli. Uczęszczało zaś w niej do klas I do IV ok. 24, a od V do VIII 37 dzieci. W 1656 roku kościół ten ocalał w czasie napadu Tatarów, gdyż towarzyszący Tatarom oficer polski spostrzegł w tamtejszym kościele obraz Najświętszej Maryi Panny z Dzieciątkiem Jezus. Sądził zatem, że trafił do wsi katolickiej lub skrycie sprzyjającej katolicyzmowi. W latach 1664–1667 był tu pastorem Stanisław Bystram de Radolin, polski szlachcic. Następnie piastowali ten urząd: Paweł Giżycki (zm. 1683) i jego syn, również Paweł (zm. 1715). Obu pochowano w tutejszym kościele, na krypcie zaś wyryto epitafia w języku polskim. Kościół ten należy do zabytków architektury.
Miejscowość ta zmieniała swoją nazwę w przeciągu dwóch ostatnich stuleci na Bolken i Czychem. Obecnie obowiązuje pierwsza nazwa, czyli Cichy. Kościół ewangelicki od wielu lat jest już kościołem katolickim, a parafia pw. Matki Bożej Częstochowskiej. W kościele znajduje się jeden z najstarszych zabytków w całej diecezji – tryptyk św. Agnieszki, który 8 sierpnia 2008 roku został skradziony i do tej pory nie odzyskany.
W latach 1839–1847 kaznodzieją w Cichach był Ernest Wilhelm Gregorovius, który domagał się nauczania religii w języku polskim. Poczta powstała w 1865 roku, a ochotnicza straż pożarna przed rokiem 1914.
W 1837 roku podawano, iż w tutejszej parafii mieszka 3599 Polaków i 930 Niemców. W roku 1883 miało być tu jednakże już tylko 2500 Polaków na ogólną liczbę 5621 parafian. W roku 1896 źródła parafialne wykazywały, iż mieszka tu 500, a w roku 1907 tylko 200 Polaków. W rzeczywistości zniemczenie ludności polskiej musiało być wszakże powierzchowne albo pozorne, bo aż do II wojny światowej przy wprowadzaniu pastorów na urząd władze duchowne żądały, by wykazali się oni znajomości języka "mazurskiego", ich zdaniem niezbędnego przy wszelkich kontaktach z parafianami.
W 1938 r. (razem z przyległymi miejscowościami Cichy – Młyn, Cichy – Małe i Nowiny) wieś miała 286 mieszkańców. W tym samym roku, w ramach hitlerowskiej akcji germanizacyjnej otrzymała urzędową nazwę Bolken (wcześniejsza to Czychen).
W Cichych po II wojnie światowej powstał PGR, który upadł na początku lat 90. W związku z tym panowało duże bezrobocie. Obecnie część mieszkańców pracuje w pobliskim mieście – Olecku.
W latach 1975–1998 miejscowość administracyjnie należała do województwa suwalskiego.
W Cichych znajduje się szkoła podstawowa, która istniała od kilku stuleci. Została ona przejęta przez Stowarzyszenie Edukator z Łomży. Pracował tu znany poeta Michał Grodzki, który był rektorem szkoły w XVIII w. Był on świadkiem epidemii dżumy, która panowała w tym czasie w powiecie oleckim, a także w całej Europie.
Przez wiele lat, a nawet wieków, w Cichych funkcjonowała gorzelnia produkująca spirytus. Budynki były wiele razy przebudowywane przed II wojną światową. Gorzelnia została zdewastowana, a o dawnej świetności świadczy czerwona niemiecka cegła, z której zbudowana jest gorzelnia wraz z wysokim kominem.
Naprzeciwko gorzelni znajduje się pałac, który został przeznaczony na mieszkania spółdzielcze. Pałac został odnowiony pod nadzorem konserwatora zabytków. W Cichych znajduje się, otoczony również opieką konserwatora zabytków przydworski park. Składa się on z 2 części: jedna to otoczenie kościoła i przyległych terenów, druga część znajduje się wokół gospodarstwa rolnego. Wyraźny podział wyznacza biegnąca przez miejscowość droga powiatowa.
Pozostała część Cichów składa się z czterech bloków, dwóch sklepów i kilkunastu domków jednorodzinnych. Na uwagę zasługuje kompleks boisk na który składają się boisko do piłki ręcznej, do siatkówki i do piłki nożnej które jest pokryte trawiastą murawą i otoczone bieżnią. Są one jedynym miejscem w Cichych, gdzie można uprawiać sport.
Przez Cichy przepływa mała rzeczka o nazwie Cicha Struga. W odległości ok. 1,5 km od Cichów znajduje się młyn wodny. Nowy właściciel spiętrzył przed nim wodę, tworząc małe rozlewisko, w samym zaś młynie stworzył regulowaną śluzę i zamontował prądnicę, która napędzana jest wodą przepływającą przez śluzę. Wytworzony prąd odsprzedaje elektrowni. W obrębie rzeki siedlisko mają bobry.
W odległości ok. 1,5 km od kościoła znajduje się cmentarz, do którego prowadzi asfaltowa droga w kierunku miejscowości Szwałk. Cmentarz dzieli się na dwie części: starą ewangelicką kaplicę (która została w 2008 roku rozebrana ze względu na bardzo zły stan techniczny zagrażający zdrowiu i życiu ludzkiemu) z grobami ewangelików i drugą, współczesną, z grobami katolików. Cały cmentarz, tak samo jak i kościół, ogrodzony jest murem – parkanem. W święto Wszystkich Świętych, gdy palą się znicze na cmentarzu, z okolicy kościoła jest piękny widok na cmentarz. Wydaje się, jakby paliło się całe wzgórze, na którym położony jest cmentarz.

## Zabytki
Do wojewódzkiego rejestru zabytków wpisane są obiekty:
- zespół pałacowy, XVIII, XIX/XX:
  - pałac klasycystyczny, z połowy XVIII w., przebudowywany w 1848, 1970; dwuskrzydłowy o skromnych elewacjach;
  - gorzelnia, tartak i spichlerze;
  - cztery budynki gospodarcze folwarku
  - dom mieszkalny, magazyn
  - park, w nim ruiny kaplicy grobowej z XVIII w. i dąb o obw. 6,6 m[5].
- Kościół parafialny pw. Matki Boskiej Częstochowskiej, salowy, murowany z kamienia polnego, z wieżą wciągnięta w obręb nawy, pierwotnie wybudowany w 1566 r., (parafia powstała kilkanaście lat później). Obecna budowla pochodzi z 1727 r. (wskazuje na to data na chorągiewce wietrznej), ale najprawdopodobniej z wykorzystaniem murów wcześniejszego kościoła, zbudowanego w 1566 r. W ołtarzu głównym znajduje się późnogotycki tryptyk św. Agnieszki (ok. 1510 r.). W posadzce widoczne płyty nagrobne proboszczów Giżyckich herbu Gozdawa: Pawła (zmarł w 1683), jego żony i dzieci, Pawła juniora (zmarł w 1715) oraz Barbaryt Giżyckiej (zm. 1700).